# Alloblennius parvus
Alloblennius parvus és una espècie de peix de la família dels blènnids i de l'ordre dels perciformes.

## Morfologia
- Els mascles poden assolir 2,6 cm de longitud total.[1]

## Reproducció
És ovípar.

## Hàbitat
És un peix marí de clima tropical que viu entre 6-10m de fondària.

## Distribució geogràfica
Es troba a l'oest de l'Índic.